# Comuna Albești, Vaslui
Albești este o comună în județul Vaslui, Moldova, România, formată din satele Albești (reședința), Corni-Albești, Crasna și Gura Albești.

## Istoric
Actualul teritoriu al comunei Albești, a fost încadrat din punct de vedere istoric în fostul ținut al Fălciului. Locul se poate considera o veche vatră românească mai ales pentru că de acest teritoriu sunt legate evenimente istorice de importanță națională.
Cercetări arheologice ale regretatului profesor Ghenuță Coman (n. 1914) și ale altor muzeografi din cadrul Muzeului Județean Vaslui, au scos la iveală straturi succesive începând din paleolitic până în perioada de formare a poporului român. Deosebit de importante sunt punctele arheologice Moșeni pentru ceramica neolitică și cetatea târzie traco-getică din punctul Cetățuia Vladnic.
Valea râului Strașnic este foarte bogată în atestări documentare în raport cu alte zone ale județului. Având în vedere că atestările sunt posterioare existenței localităților ne putem da seama de marea vechime a acestora.
Târgul Docolina - Prima atestare documentară a târgului este din 15 iunie 1433, când „Ilie voievod dăruiește lui Onea cliucinic satul lui Docolin, pe Bârlad, arătându-i-se hotarul”.Istoria târgului Docolina a fost atent studiată de către Gheorghe Ghibănescu în diferite lucrări importante pentru istoria vechiului județ Fălciu. Târgul era poziționat între gara Roșiești și Crasna, mai târziu se va muta între Gura Albești și Crasna. Ghibănescu aduce în discuție următoarea teorie privitoare la numele Docolina: „Satul Docolina își avea numirea dată în 1433 selo Docolinovo. Ce să însemne oare numele Docolina? E dat acest nume după numele unui vechi stăpân, ori după așezarea sa topografică, ori după alte semne externe? În Docolina noi nu vedem decât un radical slavon: (docoli, docolea, docolia), compus din do, și ocoli, ocolo circum, circulus; deci docolo se poate descompune în do ocolo. În ocolo, ocoli se vede rădăcina lui colo = roată. Nu numai rădăcina e slavă, ci și sufixul -ina, Docolina = La Roată punându-se, cred, la locul de popas vre-o roată în preajmă, ca să se știe că acolo e menzil. Oricum ar fi, Docolina și-a luat numele din faptul așezării sale ca popas în șleahul cel mare, care leagă Suceava, capitala țării, prin Iași, de Galați și de Dunăre”.
Proprietatea satului Docolina este urmărită de către Ghibănescu, la 1433 moșia Docolina era a lui Onea clucerul, unde la 15 iunie 1433, voievodul Ilie acordă lui Onea clucerul ca danie satul lui Docolin. La 1631, moșia devine domnească în împrejurări necunoscute, unde doamna Marghita, soția lui Simeon Moghilă vodă, o dăruiește omului său de casă Mihalache Furtună. Urmașul lui M. Furtună a rămas ginerele său, Nicolae Buhuș, istoria stăpânirii Docolinei fiind presărată cu diferite fapte politice și istorice.
Albești - Prima atestare documentară este din 6 martie 1493, într-un document prin care domnitorul Ștefan cel Mare întărește lui Ioan Albu jumătate din satul Rădești pe Strașnic, partea de sus. Prima denumire a satului a fost Rădești, ceea ce reiese din documentul emis de domnitor, ca mai târziu satul să capete numele de Albești, provenit de la familia boierească Albu.
Documentul din 6 martie 1493 de la Ștefan cel Mare voievod: „Ispisoc de la răposatul domn Ștefan voievod cel Bătrîn, din anii 1493 mart 6, întru cari arată că au întărit unui Ioan Albul pe giumătate de sat de Rădiești, parte de sus, di pi pârâul Strajnic, de la țânutul Fălciului. Și stăpânire să-i fii pe unde au hotărât Mihul medelnicer cu megieșii, și despre alte părți, pe unde au înblat din vechiu, iar alti sămne arătătoare nu arată”.
Corni-Albești - În prima atestare documentară a satului Corni, la 7 decembrie 1436, este numit „Conovițe la obârșia Strajnicului”, unde proprietar era Mihail Colici. Într-un document din 17 august 1579, satul apare cu numele de Conovițe, prin care se vinde o „seliște pe gârlă, acolo unde sunt Spinii Lupoaiei”. Din informațiile pe care le avem în acest moment, am concluzionat că numele satului provine de la prezența unei păduri de corn care se regăsește și astăzi în zona denumită „Râpile Velniței”. Însemnările personale ale lui Andrei Lupu, locuitor al satului Corni și născut în zbuciumatul an 1907, susțin teoria conform căreia numele satului vine de la pădurile de corn, după cum urmează: „În ce privește întemeierea lui nu se știe mai nimic, aceasta pierzându-se în negura trecutului îndepărtat. Tatăl meu născut în anul 1869 nu știa nici el despre vechimea acestui sat. Zicea că i-au spus bunicii lui (născuți în jurul anului 1800), că primii veniți pe aceste meleaguri, unde erau păduri nesfârșite, au defrișat un teren în tufișurile de corni (copaci), între copacii seculari de grosimea a patru oameni cu brațele întinse. Și deoarece se crede că i-au dat numele de Corni, și se crede că-i mai vechi decât Albeștii, ei s-au aciuat pe aici de frica năvălitorilor mongoli, care veneau de peste Prut, pe la Huși, pe valea Lohanului până la Crasna, unde era și Docolina și apoi mergeau pe valea Bârladului și se interesau încotro este Roma. Căci acolo le era direcția, și unul dintre șefii lor a zis călăuzei: «Du-mă la poporul peste care a venit mânia lui Dumnezeu». Întrucât el era executorul acestei mânii. De frica lor se ascundeau prin păduri bieții oameni de atunci”. Această legendă a fost transmisă din generație în generație, iar explicația dată de Andrei Lupu aduce o oarecare lumină în privința provenienței numelui satului Corni.
Crasna - Istoria satului Crasna este strâns legată de apariția nodului feroviar și al gării. În vechiul județ Vaslui a existat din anul 1772 până în anul 1904 Plasa Crasna ca structură administrativă. Numele provenea de la râul Crasna, fiindcă gara și satul aveau să apară mai târziu. Gara Crasna se înființează în jurul anului 1886, atunci când se construiește linia ferată Bârlad-Vaslui. La 25 iulie 1888 se inaugurează o linie ferată între Crasna și Dobrina cu ecartament îngust, iar acest tren va fi cunoscut în toată țara. Noua linie ferată a fost proiectată de către celebrul inginer Anghel Saligny. Astfel, din anul 1888, gara Crasna devine nod feroviar important, iar nodul rutier existent deja a sporit și mai mult importanța localității. În stația Crasna, numită și Docolina, au fost construite ateliere și remiza pentru întreținerea și reparația materialului rulant. Târgul Docolina era mutat din 1825 în zona unde pârâul Strașnic se varsă în Bârlad, iar deschiderea gării a oferit negustorilor oportunitatea perfectă pentru a se muta spre viitorul sat Crasna. În documentele din acea perioadă și în articolele de ziar, gara apare și sub numele de gara Docolina, nume provenit de la vechiul târg aflat pe drumul Crasna-Gura Albești. La 15 octombrie 1890 se continuă calea ferată îngustă Crasna-Dobrina până la Huși.
Gura Albești - Satul Gura Albești se înființează în jurul anilor 1823, după cum este menționat într-o sumară monografie concepută în anii ’70, compusă doar din date cronologice.[1] Pe locul satului s-a situat o moșie veche care a fost deținută de mai multe familii boierești, însă familia Beldiman a fost ultimul proprietar al viitorului sat. Astfel, micul sătuc s-a format în jurul moșiei boierești și a crescut treptat în numărul locuitorilor. Numele provine de la valea pârâului Strașnic care se numea Valea Albeștilor, fiind poziționat la gura pârâului ce izvorăște din Corni, s-a ales numele de Gura Albești.
În codrul Crasnei s-a desfășurat bătălia dintre oastea Voievodului Bogdan al II-lea, tatăl lui Ștefan cel Mare și invadatorii polonezi.
Marea bătălie de la Podul Înalt (1475) s-a desfășurat în apropiere de Albești, unde acțiuni legate de acesta având loc și pe teritoriul comunei. Lângă Dacolina, cronicarul Grigore Ureche consemnează lupta dintre Petre Șchiopu și pretendentul la domnie Ioan Crețu Potcoavă. Tot de Dacolina este legată una dintre cele mai frumoase legende românești consemnată de Ioan Neculce și anume aceea a visului lui Petru Rareș urmată de vestea alegerii sale ca domn al Moldovei.
Un focar de cultură medievală în aceasta zonă l-a constituit schitul Vladnic legat de familia boierească celebră a Costăcheștilor și de personalitatea deschizătorilor de drum în școala românească și primul autor de gramatică din Moldova, Gheorghe Săulescu (1799 - 1875).
Schitul Vladnic - Pe teritoriul comunei Albești se află ruinele unui vechi schit construit de celebra familie a Costăcheștilor.[1] Ruinele se află la aproximativ 3 km est față de satul Corni-Albești, în zona Vladnic, pe o colină care domină întreaga regiune, și pe care se află și urmele unui conac boieresc, construcție începută de Gheorghe Săulescu, moștenitorul moșiei Vladnic, iar la sud de fostul schit, la circa 300 m, în pădurea Cetățuia se află ruinele unei cetăți din perioada Hallstatt secolele V-III î.Hr. Această zonă este atât un izvor de civilizație străveche, cât și un izvor de istorie demult uitată, menționându-se cătunul Vladnic (1830), aflat în preajma schitului, cu o populație foarte mică dispărută odată cu părăsirea schitului de către călugări. Lăcașul a fost ridicat pe un deal cu o înfățișare de platou și care coboară în vale spre pârâul Idrici. Panta avea să fie transformată de către călugări într-o livadă, locul purtând numele de „Livada Călugărilor”, care dispare cu timpul, în ziua de astăzi se pot observa doar câțiva corcoduși.
Schitul a fost construit în urma dorinței logofătului Constantin Costache, de către soția sa Catinca, familie din care se va naște viitorul Mitropolit al Moldovei Veniamin Costache. Data construirii a fost descoperită de către Căminarul Gheorghe Săulescu într-o inscripție săpată într-o grindă „La 7245 (1737) s-a durat această biserică”. Informații foarte valoroase despre locul și modul înființării aflăm dintr-un document de la 3 august 1793 al ierodiaconului Gavriil și al lui Gavriil Catună:
„Adică eu, Gavril ierodiacon și eu Gavril Catună, din satul Vâtcani, cari mai jos ne vom pune și numele și degetili, datăm adevărata mărturia noastră la mâna răzeșilor din Vâtcani, fiindcă noi ne aflăm cu oameni pisti 100 de ani. Și fiindcă răzeșii de Vâtcani de ne-au întrebat ce știință avem de făcutul mănăstirii din Vladnic, ce este pe moșia Vâtcani și în ce chip s-a făcut mănăstirea în acel loc, noi știm așa: ce când a voit să se călugărească dumneaei logofeteasa Catrina, au întrebat pe oamenii dumisale, unde vor găsi un loc bun să facă o mănăstire. Iar, Gavril Balat, ce era răzăș pe moșia Vâtcani, nu este aiurea, dar nu știu răzășii să facă mănăstire; iar dumneaei logofeteasa îndată au mers la fața locului și au trimis pe acel Gavril Balat, fiind răzăș și el, și au luat câțiva oameni bătrâni și au mers la dumneaei logofeteasa și iau poftit să dea loc să facă mânăstire; și cât ar svârli cu bățul din talpa bisericii în toate părțile. Iară bătrânii noștri s-au vorbit și au dat loc de mănăstire. Și au svârlit cu bățul în toate părțile și au dat pentru sufletele lor, dar nu că alt chip sau să zică dumneaei logofeteasa că are moșie acolo. Și așa știm și așa am apucat răspuns de la bătrânii noștri, care au dat loc de mănăstire, măcar că și noi când s-a făcut mănăstirea eram holtei. Și această mărturisire am dat-o răzeșilor noștri în frică de Dumnezeu, cu sufletele noastre; că am fi venit și de față, dar suntem nevolnici de agiunsul bătrâneților, care nici până afară nu suntem vrednici a ieși singuri. N-am mai întrebat răzeșii de am apucat ca să aibă stăpânire vreodată moșii, au părinții dumisali paharnicul Matei, aici în Vâtcani; noi însă mărturisim înaintea lui Dumnezeu că n-am apucat să aibă moșie în Vâtcani, au măcar să dijmuiască până astăzi. Și pentru credință am pus numile și degitili”.
Schitul ridicat de către familia marelui logofăt Constantin Costache a fost o ctitorie boierească, biserică de mănăstire cu hramul „Adormirea Maicii Domnului”, dar și cu o prăznuire obligatorie la 21 mai, onomastica logofătului. Despre planul bisericii știm foarte puține, proprietarul moșiei Vladnic din anul 1901 ne dezvăluie câteva amănunte despre cum arăta schitul: „Ceva mai la deal de fântână, cam peste drum de poarta ogrăzii, o biserică cu trei turnuri, fosta mânăstire, durată numai din grinzi de stejar care se îmbinau la capete ca degetele la mâini, dăinuia aproape de 300 de ani acolo. Altarul și pridvorul deasupra căruia se înalță turnul clopotniței cu cerdac, în față erau lucrate în pentagon, mijlocul bisericii forma un dreptunghi din care puteai admira meșteșugul cu care era lucrată bolta. Nu se găsea nicăieri nici un cui de fier. De mult nu se mai slujea în această biserică, dar ea rămăsese intactă așa după cum fusese clădită, numai că cu timpul, tălpile groase de stejar de la pământ pe care fusese clădită, putregaiul a început a le măcina încetul cu încetul și pe măsură ce scădeau, scădea și biserica, devenind din an în an mai mică, mai joasă, întocmai ca și omul, care din înalt și drept cum era în tinerețe ajunge la o vrâstă înaintată mititel și gârbov. Odoarele, cărțile, veșmintele erau toate acolo. Bunica le păstra cu sfințenie”. Biserica a fost construită în stil rusesc cu trei turnuri,[2] George Lecca ne mai spune și că schitul a fost locuit prima dată de călugări ruși, de unde a rezultat și arhitectura specifică de care amintește istoricul Ghibănescu, iar de la un timp călugării greci i-au înlocuit pe cei ruși.
Ca bunuri de patrimoniu existente încă pe teritoriul comunei semnalăm zona Vladnic importantă pentru mai multe epoci istorice. De asemenea în satul Corni-Albești se regăsește Biserica Sf. Dumitru construită în jurul anilor 1707. Biserica Sfinții Voievozi Mihail și Gavril din satul Albești construită în anii 1873-1875. În satele componente ale comunei Albești se găsesc cinci monumente ale eroilor, două în satul Corni-Albești din Primul Război Mondial și din Al Doilea Război Mondial aflate în curtea școlii, două în satul Albești din cel de-al Doilea Război Mondial, unul aflat în fața Căminului Cultural „Ion Iancu Lefter”, iar cel de-al doilea în cimitir. La intrarea în satul Gura-Albești se găsește un cimitir cu monument al soldaților sovietici. 

## Demografie
Componența etnică a comunei Albești
     Români (91,63%)
     Alte etnii (0%)
     Necunoscută (8,37%)
Componența confesională a comunei Albești
     Ortodocși (86,22%)
     Creștini după evanghelie (3,61%)
     Adventiști (1,24%)
     Alte religii (0,26%)
     Necunoscută (8,67%)
Conform recensământului efectuat în 2021, populația comunei Albești se ridică la 2.330 de locuitori, în scădere față de recensământul anterior din 2011, când fuseseră înregistrați 2.893 de locuitori. Majoritatea locuitorilor sunt români (91,63%), iar pentru 8,37% nu se cunoaște apartenența etnică. Din punct de vedere confesional, majoritatea locuitorilor sunt ortodocși (86,22%), cu minorități de creștini după evanghelie (3,61%) și adventiști (1,24%), iar pentru 8,67% nu se cunoaște apartenența confesională.

## Politică și administrație
Comuna Albești este administrată de un primar și un consiliu local compus din 11 consilieri. Primarul, Monica Amanci[*], de la Partidul Social Democrat, este în funcție din 1 noiembrie 2024. Începând cu alegerile locale din 2024, consiliul local are următoarea componență pe partide politice:
|  | Partid                          | Consilieri | Componența Consiliului | Componența Consiliului | Componența Consiliului | Componența Consiliului |
|  | ------------------------------- | ---------- | ---------------------- | ---------------------- | ---------------------- | ---------------------- |
|  | Partidul Social Democrat        | 4          |                        |                        |                        |                        |
|  | Partidul Mișcarea Populară      | 4          |                        |                        |                        |                        |
|  | Partidul Național Liberal       | 2          |                        |                        |                        |                        |
|  | Alianța pentru Unirea Românilor | 1          |                        |                        |                        |                        |